# Guillaume Pavée de Vendeuvre
Pour les articles homonymes, voir Pavée.
Guillaume Pavée de Vendeuvre (5 mars 1779, Paris - 15 décembre 1870, Troyes) est homme politique français, député puis pair de France. 
Auditeur au Conseil d’État sous le Premier Empire, il devient maître des requêtes sous la Restauration. Il est conseiller général et député de l'Aube de 1820 à 1824 et de 1827 à 1837, siégeant dans l'opposition à la Restauration. Il est l'un des signataires de l'adresse des 221. Rallié à la monarchie de Juillet, il est pair de 1837 à 1848.

## Biographie
Issu d’une famille de robe, Guillaume Gabriel Pavée de Vendeuvre est le fils de Jean-Baptiste-Gabriel Pavée (4 juin 1752 - 1814 Paris) dont le grand-père Gabriel, secrétaire du roi, acquit le 17 mai 1752 le château de Vendeuvre-sur-Barse sur la commune de Vendeuvre-sur-Barse et d’Elisabeth Langlois. Jean est fait baron d'Empire au titre de grand propriétaire terrien.
Le 18 juin 1806, Guillaume épouse Alexandrine Dassy (4 avril 1790, Meaux - 29 mai 1852, Meaux). Le couple a deux enfants : Guillaume-Gustave-Gabriel, représentant de l'Aube à l'Assemblée législative, en 1849, marié à Angéline Duboscq et Adrienne, mariée en juin 1830, à M. Paul Bourlon d'Haironville.

### Famille
Le père de Guillaume, Jean-Baptiste-Gabriel Pavée, est conseiller à la cour des aides de Paris. En 1789, il est nommé électeur puis lieutenant de la garde nationale de Paris. En 1790, ayant  présidé en qualité de commissaire du roi à la formation du département, il est élu président du district de Bar-sur-Aube, réélu en 1791 et nommé administrateur du département en 1792. Il est par la suite secrétaire général du département et procureur général. Il sera suspendu en Vendémiaire an V comme beau-frère d’émigré. Il se retire des affaires publiques avant le 18 Brumaire et se consacre à la culture notamment en écrivant des ouvrages sur Vendeuvre. Sa famille tient les terres de Vendeuvre, la Villeneuve en les rachetant à Louise-Françoise de Mesgrigny, le 17 mai 1752. Jean Gabriel est fait baron le 14 février 1810 par lettres patentes au titre des terres de Vendeuvre avec le majorat. 
La sœur de Guillaume, Marie-Félicité, (1782-1870) épousa le 11 août 1802 Félix Le Chanoine, (1783-1815) comte du Manoir de Juaye, chef d’escadron au 1er régiment des lanciers (de la  Ligne), officier de la Légion d'honneur, qui eut la tête emportée par un boulet de canon à Waterloo.

### Carrière
Guillaume Gabriel Pavée de Vendeuvre fait son stage administratif sous l'Empire, comme auditeur au Conseil d'État en 1808 puis auditeur de première classe en service ordinaire près du ministre de la police et de la section de l'intérieur en 1812. Il passe en service extraordinaire et exerce les fonctions de commissaire spécial de police à Travemünde avant d'être nommé commissaire général de police à Marseille en avril 1813. 
En 1815, il est nommé maître des requêtes au comité du contentieux du Conseil d'État et chargé de la surveillance des approvisionnements de Paris. 
En 1819, il entra au Conseil général de l'Aube.
Élu député du département de l'Aube au grand collège, au mois de novembre 1820, il est rayé du service ordinaire du conseil d'État, au mois de mars 1821, le lendemain du jour où il prononça son premier discours à la tribune de la Chambre des députés; il y dénonçait les manœuvres frauduleuses employées dans les élections. Il siège au côté gauche dans l'opposition constitutionnelle. Battu en 1824, il crée une faïencerie à Vendeuvre et à Spoy une verrerie. Guillaume Pavée de Vendeuvre ne doit pas être confondu avec Pierre-Prudent de Vandeuvre-Bazile, procureur royal à Dijon, à Rouen, puis premier président de la Cour royale de Lyon (1776 - 1829) élu en 1820 puis en 1824 contre Guillaume qui le battit en 1827.
Réélu en novembre 1827 dans le 2e arrondissement, il est le premier a déclaré ouvertement à l'Assemblée que Charles X doit démissionner. Réélu en juillet 1830, il signe la Charte réformée du 9 août en qualité de secrétaire de la Chambre des députés. 
Il est élevé, au mois d'octobre 1837, à la dignité de pair de France. Il en remplit les fonctions jusqu'en 1848.
Contrairement à ce qui est parfois avancé, il ne fut pas ministre de Louis XVIII mais fut cité dans le Dictionnaire des girouettes de Pierre-Joseph Charrin.

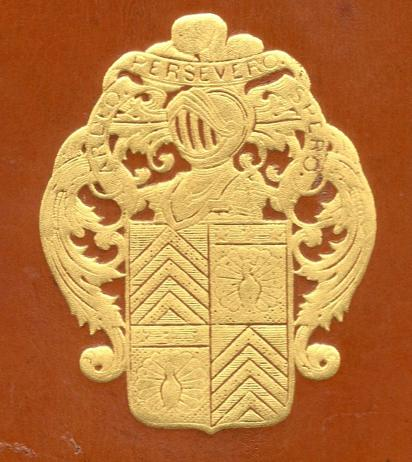
Armoiries figurant sur un volume de leur ancienne bibliothèque

Son portrait miniature réalisé par Anthelme-François Lagrenée (1774-1832) a été mis en vente chez Christie's.

## Armoiries
- Armoiries : D’or à un paon au naturel au chef d’azur chargé d’une croisette d’or entre deux étoiles du même.
- Cri : Ardeo, Persevero, Spero.

Les armes se retrouvent sur de nombreux volumes d’une importante bibliothèque constituée d’ouvrages d'histoire et de littérature, en belles et rares éditions, régulièrement en vente aux enchères (2007 notamment).